# Tổng giáo phận Seoul
Tổng giáo phận Seoul (tiếng Latin: Archidioecesis Seulum, tiếng Hàn Quốc: 서울 대교구) là một tổng giáo phận Công giáo Rôma bao gồm vùng đô thị Seoul, Hàn Quốc, giáo tỉnh bao gồm các khu vực ở Hàn Quốc (có thêm hai tỉnh) và tất cả Bắc Triều Tiên, nhưng phụ thuộc vào nhà truyền giáo Hội thánh Rôma cho việc truyền giáo cho các dân tộc.

## Các giáo phận
- Giáo phận Chuncheon
- Giáo phận Daejeon
- Giáo phận Hamhung
- Giáo phận Incheon
- Giáo phận Bình Nhưỡng
- Giáo phận Suwon
- Giáo phận Uijeongbu
- Giáo phận Wonju

## Các đời giám mục quản nhiệm
| STT                              | Tên                               | Thời gian quản nhiệm             | Ghi chú                              |
| Hạt Đại diện Tông tòa Triều Tiên | Hạt Đại diện Tông tòa Triều Tiên  | Hạt Đại diện Tông tòa Triều Tiên | Hạt Đại diện Tông tòa Triều Tiên     |
| -------------------------------- | --------------------------------- | -------------------------------- | ------------------------------------ |
| 1 †                              | Barthélemy Bruguière              | 1831-1835                        |                                      |
| 2 †                              | Laurent-Joseph-Marius Imbert      | 1836-1839                        |                                      |
| 3 †                              | Jean-Joseph-Jean-Baptiste Ferréol | 1838-1853                        |                                      |
| 4 †                              | Siméon-François Berneux           | 1844-1866                        |                                      |
| 5 †                              | Antoine-Marie-Nicolas Daveluy     | 1855-1866                        |                                      |
| 6 †                              | Félix-Clair Ridel                 | 1869-1884                        |                                      |
| 7 †                              | Marie-Jean-Gustave Blanc          | 1877-1890                        |                                      |
| 8 †                              | Gustave-Charles-Marie Mutel       | 1890-1911                        |                                      |
| Hạt Đại diện Tông tòa Seoul      |                                   |                                  |                                      |
| †                                | Gustave-Charles-Marie Mutel       | 1911-1933                        |                                      |
| 9 †                              | Émile-Alexandre-Joseph Devred     | 1920-1926                        |                                      |
| 10 †                             | Adrien-Joseph Larribeau           | 1926-1942                        |                                      |
| 11 †                             | Phaolô Maria Ro Ki-nam            | 1942-1962                        |                                      |
| Tổng giáo phận Seoul             |                                   |                                  |                                      |
| †                                | Phaolô Maria Ro Ki-nam            | 1962-1967                        |                                      |
| 12 †                             | Victorinus Youn Kong-hi           | 1967-1968                        | Giám quản Tông Tòa                   |
| 13 †                             | Stêphanô Kim Sou-hwan             | 1968-1998 1969-2009              | Tổng giám mục Hồng y                 |
| 14 †                             | Giuse Kyeong Kap-ryong            | 1977-1984                        | Giám mục phụ tá                      |
| 15 †                             | Phaolô Kim Ok-kyun                | 1985-2001                        | Giám mục phụ tá                      |
| 16                               | Phêrô Kang U-il                   | 1985-2002                        | Giám mục phụ tá                      |
| 17                               | Anrê Choi Chang-mou               | 1994-1999                        | Giám mục phụ tá                      |
| 18 †                             | Nicôla Cheong Jin-suk             | 1998-2012 2006-2021              | Tổng giám mục Hồng y                 |
| 19                               | Giuse Lee Han-taek                | 2001-2004                        | Giám mục phụ tá                      |
| 20                               | Anrê Yeom Soo-jung                | 2001-2012 2012-2021 2014-nay     | Giám mục phụ tá Tổng giám mục Hồng y |
| 21                               | Luca Kim Woon-hoe                 | 2002-2010                        | Giám mục phụ tá                      |
| 22                               | Basil Cho Kyu-man                 | 2006-2016                        | Giám mục phụ tá                      |
| 23                               | Phêrô Chung Soon-taek             | 2014-2021 2021-nay               | Giám mục phụ tá Tổng giám mục        |
| 24                               | Timothê Yu Gyoung-chon            | 2014-nay                         | Giám mục phụ tá                      |
| 25                               | Biển Đức Son Hee-Song             | 2015-nay                         | Giám mục phụ tá                      |
| 26                               | Job Koo Yobi                      | 2017-nay                         | Giám mục phụ tá                      |

Ghi chú:
- : Hồng y
- : Tổng giám mục (phó)
- : Giám mục phụ tá, Đại diện tông tòa
- : Giám quản tông tòa